# Asien-Meisterschaften im Straßenradsport 2019

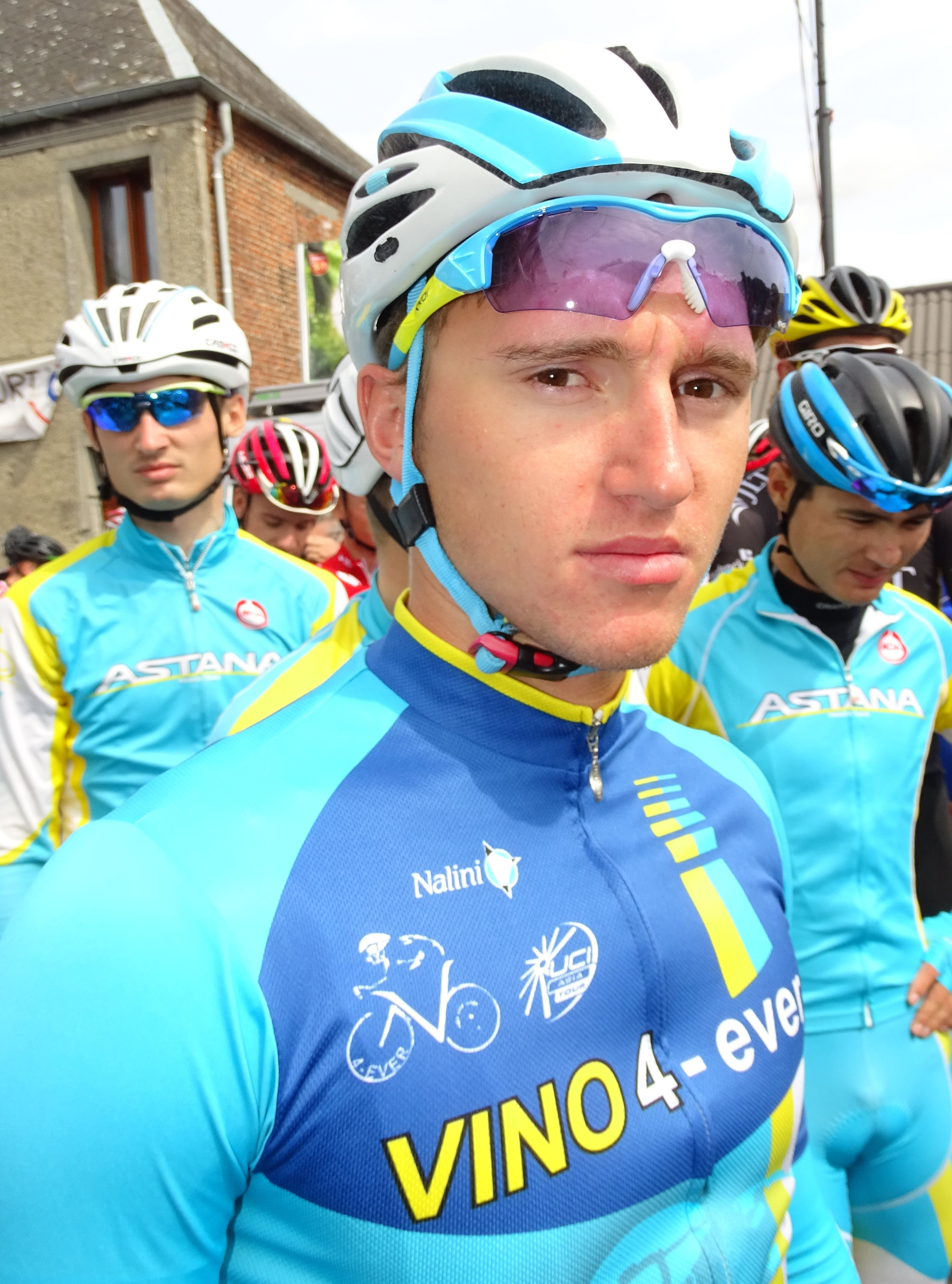
Jewgeni Giditsch (hier 2015) wurde asiatischer Straßenmeister

Die 39. Asien-Meisterschaften im Straßenradsport wurden vom 22. bis 28. April 2019 in Taschkent, der Hauptstadt von Usbekistan, ausgetragen. Veranstalter war die Asian Cycling Confederation (ACC). Usbekistan war zum ersten Mal Gastgeberland dieser Meisterschaften.
An den Meisterschaften nahmen 500 Sportlerinnen und Sportler aus 40 Ländern teil.
Die Iranerin Somayeh Yazdani belegte im Einzelzeitfahren der Elite-Frauen Platz drei und ist damit die erste Radrennfahrerin ihres Landes, die bei asiatischen Meisterschaften eine Medaille errang.

## Wettbewerbe

### Männer
| Disziplin             | Platz | Land                | Athlet                                                                                          |
| --------------------- | ----- | ------------------- | ----------------------------------------------------------------------------------------------- |
| Straßenrennen         | 1     | Kasachstan          | Jewgeni Giditsch                                                                                |
|                       | 2     | Volksrepublik China | Lyu Xianjing                                                                                    |
|                       | 3     | Chinesisch Taipeh   | Chun Kai Feng                                                                                   |
| Einzelzeitfahren      | 1     | Kasachstan          | Daniil Fominych                                                                                 |
|                       | 2     | Chinesisch Taipeh   | Chun Kai Feng                                                                                   |
|                       | 3     | Hongkong            | Cheung King-lok                                                                                 |
| Mannschaftszeitfahren | 1     | Kasachstan          | Zhandos Bizhigitow Jewgeni Giditsch Daniil Fominych Artjom Sacharow Juri Natarow Dmitri Grusdew |
|                       | 2     | Südkorea            | Choe Hyeong-min Joo Da-eyeong Min Kyeong-ho Park Sang-hong Kim Kook-hyun Park Sang-hoon         |
|                       | 3     | Hongkong            | Leung Chun-wing Ko Siu-wai Mow Ching-yin Leung Ka-yu Lau Wan-yau Burr Ho                        |

### Frauen
| Disziplin             | Platz | Land              | Athlet |
| --------------------- | ----- | ----------------- | --- |
| Straßenrennen         | 1     | Usbekistan        | Olga Zabelinskaya                                                                                                   |
|                       | 2     | Südkorea          | Na Ah-reum |
|                       | 3     | Iran              | Somayeh Yazdani |
| Einzelzeitfahren      | 1     | Usbekistan        | Olga Zabelinskaya                                                                                                   |
|                       | 2     | Südkorea          | Lee Ju-mi |
|                       | 3     | Chinesisch Taipeh | Huang Ting Ying |
| Mannschaftszeitfahren | 1     | Südkorea          | Lee Ju-mi Na Ah-reum Yu Seon-ha Kang Hyun-kyung                                                                     |
|                       | 2     | Kasachstan        | Amiliya Isakowa Faina Potapowa Machabbat Ümitschanowa Viktoriya Pastarnak Zhanerke Sanakbajewa Natalja Saifutdinowa |
|                       | 3     | Hongkong          | Leung Wing-yee Yang Qian-yu Pang Yao Ma Yin-yu Leung Hoi Wah Ng Sze Wing                                            |

### Frauen U23
| Disziplin        | Platz | Land              | Athlet           |
| ---------------- | ----- | ----------------- | ---------------- |
| Einzelzeitfahren | 1     | Chinesisch Taipeh | Chang Ting Ting  |
|                  | 2     | Japan             | Yūmi Kajihara    |
|                  | 3     | Usbekistan        | Renata Baymetowa |

### Männer U23
| Disziplin        | Platz | Land              | Athlet                  |
| ---------------- | ----- | ----------------- | ----------------------- |
| Straßenrennen    | 1     | Iran              | Mohammad Ganjkhanlou    |
|                  | 2     | Kasachstan        | Jewgeni Fedorow         |
|                  | 3     | Kasachstan        | Daniil Maruchin         |
| Einzelzeitfahren | 1     | Kasachstan        | Jewgeni Fedorow         |
|                  | 2     | Chinesisch Taipeh | Sergio Tu               |
|                  | 3     | Iran              | Amir Hossein Jamshidian |

### Juniorinnen
| Disziplin        | Platz | Land       | Athlet             |
| ---------------- | ----- | ---------- | ------------------ |
| Straßenrennen    | 1     | Hongkong   | Lee Sze-wing       |
|                  | 2     | Japan      | Anna Iwamoto       |
|                  | 3     | Japan      | Tsuyaka Uchino     |
| Einzelzeitfahren | 1     | Kasachstan | Uljana Suchorebrik |
|                  | 2     | Usbekistan | Yanina Kuskova     |
|                  | 3     | Hongkong   | Lee Sze-wing       |

### Junioren
| Disziplin        | Platz | Land       | Athlet                |
| ---------------- | ----- | ---------- | --------------------- |
| Straßenrennen    | 1     | Thailand   | Tullatorn Sosalam     |
|                  | 2     | Usbekistan | Behzodbek Rachimbajew |
|                  | 3     | Kasachstan | Orken Slamzhanow      |
| Einzelzeitfahren | 1     | Kasachstan | Maksim Popugajew      |
|                  | 2     | Thailand   | Tullatorn Sosalam     |
|                  | 3     | Usbekistan | Behzodbek Rachimbajew |

## Medaillenspiegel
| Rang  | Land                | Gold | Silber | Bronze | Gesamt |
| ----- | ------------------- | ---- | ------ | ------ | ------ |
| 1     | Kasachstan          | 6    | 2      | 2      | 10     |
| 2     | Usbekistan          | 2    | 2      | 2      | 6      |
| 3     | Chinesisch Taipeh   | 1    | 3      | 2      | 6      |
| 4     | Südkorea            | 1    | 2      | 0      | 3      |
| 5     | Thailand            | 1    | 1      | 0      | 2      |
| 6     | Hongkong            | 1    | 0      | 4      | 5      |
| 7     | Iran                | 1    | 0      | 2      | 3      |
| 8     | Japan               | 0    | 2      | 1      | 3      |
| 9     | Volksrepublik China | 0    | 1      | 0      | 1      |
| Total | Total               | 13   | 13     | 13     | 39     |